# Manon Perreault
Manon Perreault (née le 29 décembre 1965 à Rimouski) est une femme politique canadienne. Elle a été députée de la circonscription de Montcalm à la Chambre des communes du Canada de 2011 à 2015.

## Biographie
Manon Perreault fait carrière dans l’administration, œuvrant à ce titre pour une institution financière.
Paraplégique, elle est très engagée sur les questions de handicap, ce qui l'amène à participer à la revue de Handami, un organisme régional pour personnes handicapées, et à être formatrice au sein de Kéroul, un organisme de promotion du tourisme pour les personnes handicapées.
Cet engagement militant la pousse à s'intéresser à la politique locale, ce qui l'amène à se présenter aux élections municipales à Sainte-Marie-Salomé. Elle en sera conseillère municipale de 2002 à 2009.

### Carrière politique
Lors des élections fédérales de 2011, elle se présente dans la circonscription de Montcalm pour le NPD et créé la surprise en obtenant la majorité absolue des voix (52,97 %), loin devant le député bloquiste sortant, Roger Gaudet (30,16 %)
Le 6 juin 2014, elle est suspendue du caucus du Nouveau Parti démocratique à la suite d'accusations de méfait public : elle est accusée par une ex-employée d'avoir réalisé une fausse plainte pour vol afin de la licencier. Elle déclare quitter le caucus « le cœur brisé » et siège alors comme indépendante. 
Elle plaide ensuite non coupable lors du procès mais sa version est rejetée par le Tribunal et elle est reconnue coupable des faits qui lui sont reprochés en mars 2015. Elle dépose un avis d'appel le mois suivant et est définitivement condamnée à une amende de 1000 $ et à une probation d'un an.
En août 2015, elle annonce son adhésion au parti Forces et Démocratie ainsi que sa volonté de se représenter sous cette couleur dans Montcalm pour l'élection fédérale de 2015. Le 19 octobre, elle échoue à être réélue, terminant dernière avec seulement 620 voix et 1,2 % des suffrages.